# Těžký kulomet vz. 37
Těžký kulomet vz. 37 také zvaný ZB-53 je palná zbraň, kterou vyvinuli konstruktéři z brněnské firmy Čsl. zbrojovka, akc.spol. ve třicátých letech 20. století. Hlavním konstruktérem byl Václav Holek. Kulomet vznikl vylepšením předchozí verze vz. 35. Touto verzí byly vybaveny tanky a objekty těžkého opevnění na úseku Moravská Ostrava. Vyrobeno bylo zhruba 1000 ks. Se zaváděním kulometů vz. 37 byly tyto zbraně postupně stahovány a odprodány do zahraničí.
Sériová výroba této zbraně byla započata v roce 1937. Ráže kulometu byla 7,92 mm. Konstrukce zbraně byla vyřešena tak, aby vydržela nepřetržitou pětiminutovou palbu, to odpovídá 2500 vystřelených ran. Poté se musela vyměnit hlaveň. Jde o vzduchem chlazený systém.
Zbraň byla úspěšně vyvážena, mimo jiné do Velké Británie, Jugoslávie, Rumunska, Íránu, Afghánistánu, Číny nebo států jižní a střední Ameriky. Ve Velké Británii byl kulomet vz. 37 vyráběn v licenci (asi 60 000 ks) a montován do obrněných vozidel pod značením BESA. Důležité uplatnění zbraň našla také v budovaném československém opevnění.
Byly jimi osazovány i československé lehké tanky LT-35 a LT-38. Kulomety byly zkoušeny i k užiti pěchotou, přičemž podstavec vz. 37 byl uzpůsoben i pro použití zbraně proti letadlům.  Po rozbití a obsazení Československa nacistickým Německem byly velké počty kulometů převzaty Wehrmachtem a během války používány i rumunskou armádou a jednotkami Waffen SS.
Zbraň byla vybavena buď těžkou hlavní (masivní s hladkým povrchem), která byla určena pro použití v těžkém opevnění a v tancích. Anebo pěchotní s lehkou hlavní a žebrovaným chladičem. Kulomet určený na export do Rumunska má v zadní části rámu nad spouští vložený nástavec pro silnější pružinu závěru, která byla nutná z důvodu méně kvalitních rumunských nábojů.

## Konstrukce
Kulomet funguje na principu odběru prachových plynů, které jsou odebírány ve středu hlavně regulovatelným otvorem a přiváděny do plynového válce pod hlavní. Zde plyny tlačí na píst, který je součástí nosiče závorníku a tím uvádějí do pohybu mechanismus závěru. Uzamčení závěru je shodné konstrukce jako u kulometu vz. 26 pomocí vertikálně sklopného závorníku, jehož zadní část se při uzamčení opírá o výstupek v horní části pouzdra závěru. Hlaveň při střelbě koná krátký pohyb vzad a tím tlumí vibrace kulometu na podstavec či lafetu. Zbraň střílí z otevřeného závěru. Kovový nábojový pás se do zbraně vkládá z pravé strany. V zadní části pouzdra závěru se nachází zrychlovač kadence ovládaný páčkou na levé straně rámu. Při spodní poloze páčky se sklopí zrychlovač kadence, který zkrátí chod závěru a tím zrychlí nabíjecí cyklus. Ve spodní části vzadu pouzdra závěru se nachází spoušťový mechanismus s rukojetí na obou stranách. Pro natažení závěru se musí stisknou pojistka nad spouští, poté se celý spoušťový mechanismus posune dopředu, kde dojde k zachycení závěru poté se závěr natáhne vzad.

## Polní podstavec
Kulomet byl původně navržen jen pro použití v tancích a opevnění. Zbrojovka Brno později vyvinula podstavec ZB 308, který armáda později převzala jako podstavec vz. 37. Ten byl uzpůsoben k palbě jak proti pozemním cílům, tak proti letadlům. Armáda však s tímto podstavcem nebyla spokojena a iniciovala další vývoj. Nový podstavec ZB 308 se však dočkal už jen nasazení Wehrmachtem ve válce. Tato verze (viz obrázek nahoře) má vpředu 2 nohy a vzadu jednu podobně jako kulomet Schwarzlose. V létě roku 1946 proběhlo testování lafety ZB 309 vyvinuté během války a byla schválena k zavedení. Ta má vpředu jednu nohu a vzadu 2 nohy. Často se lze ještě setkat s polní trojnožkou rumunské výroby. Vyznačuje se nízkou výškou, malýma výškově nestavitelnýma nohama a masivním obdélníkovým rámem ze svařených profilů.

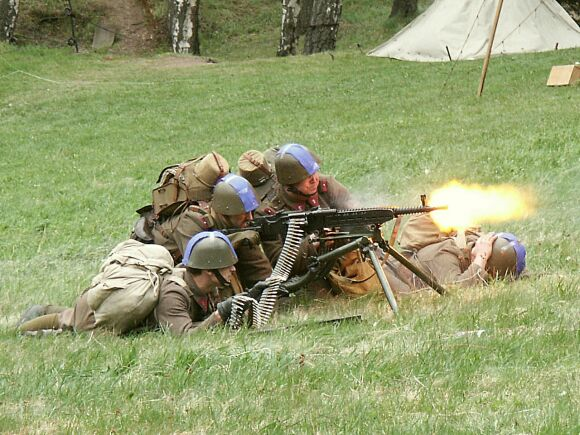
Českoslovenští vojáci s kulometem vz. 37 a podstavcem vz. 37 v akci (historická rekonstrukce)

## Uživatelé
Seznam států používajících kulomety ZB vz. 35 a ZB vz. 37:
- Československo (do 60. let 20. století)
- Třetí říše
- Rumunsko
- Slovenská republika (do 1945)
- Maďarsko
- Argentina
- Japonské císařství
- Čínská lidová republika
- Čínská republika
- Severní Vietnam
- Kuba
- Irák
- Írán
- Izrael
- Afghánistán[kdy?]
- Španělsko[zdroj⁠?!]
- Jugoslávie
- Spojené království (Besa)